# إيوان روبرتسون
إيوان روبرتسون (بالإنجليزية: Euan Robertson) هو منافس ألعاب قوى نيوزيلندي، ولد في 14 يونيو 1948 في لور هوت في نيوزيلندا، وتوفي في 11 ديسمبر 1995 بسبب نوبة قلبية.

## وصلات خارجية
- إيوان روبرتسون على موقع الاتحاد الدولي لألعاب القوى (الإنجليزية)
- إيوان روبرتسون على موقع أوليمبيديا (الإنجليزية)
- إيوان روبرتسون على موقع اللجنة الأولمبية النيوزيلندية (الإنجليزية)